# Gavril Balint

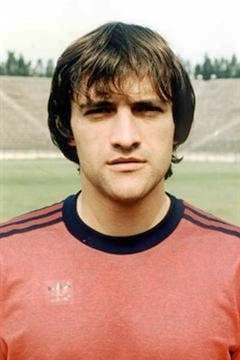
Balint la Steaua

Gavrilă Pele Balint (n. 3 ianuarie, 1963, Sângeorz-Băi, Bistrița-Năsăud), cunoscut ca Gabi Balint, este un fost fotbalist român, devenit antrenor de fotbal după încheierea carierei de jucător. Gabi Balint a fost membru în prima echipă românească de fotbal care a câștigat Cupa Campionilor Europeni (1986) și Supercupa Europei (1987), Steaua București. A jucat pentru Echipa națională de fotbal a României în perioada 1982-1992, participând ca jucător la Campionatul Mondial de Fotbal din 1990, și a participat în calitate de antrenor secund al naționalei la CM din 1994 și 1998. Pentru realizările sale din domeniul sportiv a primit titlul de cetățean de onoare al Municipiului Bistrița. La 20 ianuarie 2010 a devenit selecționer al echipei naționale de fotbal a Republicii Moldova, iar la data de 19 decembrie 2011, la expirarea contractului a refuzat prelungirea acestuia.

## Cariera de jucător

### HEBE Sângeorz-Băi
Fosta glorie a Stelei și a echipei naționale a debutat ca fotbalist la echipa din orașul său natal în anul 1974 la vârsta de numai 11 ani.Evoluțiile bune și vârsta fragedă au făcut ca 4 ani mai târziu să fie selecționat în lotul național de juniori.A trecut apoi la Luceafărul București,făcând și un scurt stagiu în liga secundă la Gloria Bistrița.

### Steaua București
Remarcat într-un meci amical între 
Luceafărul și Steaua de către Gheorghe Constantin (antrenorul de atunci al Stelei), care s-a declarat profund impresionat de prestația sa. Balint ajunge în sfârșit la Steaua unde debutează la 7 mai 1981 într-un Progresul-Steaua 0-1, meci în care a fost cel mai bun de pe teren.
A urmat apoi o lungă și strălucitoare carieră la echipa din Ghencea.
În sezonul 1981-1982 joacă 28 de meciuri, înscriind 5 goluri, Steaua terminând pe 6.
În sezonul 1982-1983 joacă 30 de meciuri, înscriind 10 goluri, Steaua terminând pe 5. Acest sezon a fost excelent pentru Balint, care, la 20 de ani, marca 10 goluri, ca mijlocaș, și ținea Steaua pe linia de plutire. 
În sezonul 1983-1984 Balint joacă 32 de meciuri, înscriind 8 goluri, stabilizându-se ca mijlocaș dreapta. 
A fost luat sub aripa protectoare a lui Anghel Iordănescu încă de la intrarea sa în Ghencea, fiind remarcat de acesta ca un viitor fotbalist emblematic al clubului militar. Acesta i-a spus: Să facem împreună pase și să asculți de mine. A fost un moment definitoriu în cariera sa.
În sezonul 1984-1985 joacă 28 de meciuri, înscriind 5 goluri. Steaua recucerește campionatul, după o lungă secetă, de 8 ani. Balint nu mai este titular incontestabil, căci Ștefan Petcu avea o clasă care-l impunea în cuplu cu Lăcătuș, că și în sezonul precedent. Balint va intra, mereu, uneori ca rezervă, alteori pe alt post decât cel de mijlocaș dreapta. În general, în acest sezon, la meciurile de acasă juca, mai des, Petcu, datorită tehnicii sclipitoare și fanteziei, iar în deplasare, se miza pe Balint, prin capacitatea sa de efort și viteză.În Cupa Cupelor, joacă dubla cu Roma. 
Sezonul 1985-1986, cu 31 de meciuri și 3 goluri, este punctat de cea mai mare performanță din istoria fotbalului românesc, câștigarea Cupei Campionilor Europeni, la Sevilla. După ce, în timpul jocului, l-a controlat admirabil pe cel care făcea tot jocul catalanilor, neamțul Schuster, la loviturile de departajare a avut un calm net superior specialistului Majearu sau veteranului Boloni. A cerut să bată și a tras cu fentă, atât de calm și de natural încât peste exclamații de admirație, orice cuvânt este de prisos. La 23 de ani, Balint își trăia momentul de vârf al carierei. 
Sezonul 1986-1987 adună 31 de meciuri și 5 goluri, câștigând al treilea campionat consecutiv. În CCE joacă în dubla cu Anderlecht, fără a marca. 
Sezonul 1987-1988 aduce 24 de meciuri și 10 goluri, pentru Balint. În CCE are 7 meciuri, fără a înscrie. La Steaua începe să fie folosit, destul de des, în poziție de vârf.
Sezonul 1988-1989 este cu 29 de meciuri și 4 goluri, în campionat. În CCE, 8 meciuri și 3 goluri. 
În sezonul 1989-1990 are 25 de meciuri și 19 goluri, ca vârf, în locul lui Pițurcă, ieșind golgheterul campionatului ratat la mustață, în fața lui Dinamo. În CCE are 4 meciuri și un gol.

### Real Burgos
La 27 de ani, Balint se transferă - după un Mondial reușit, și cu o experiență fabuloasă în spate, fiind un jucător super polivalent - în Spania, la Real Burgos, o mică echipă care plătește 800.000 de dolari pentru el. 
Sezonul 1990-1991 este excelent, cu 37 de meciuri și 10 goluri, jucând ca vârf. Balint, spre deosebire de alții, s-a adaptat foarte bine la rigorile profesionalismului. Burgos termină pe 11.
Sezonul 1991-1992 aduce alte cifre remarcabile, adică 29 de meciuri și 11 goluri, în Primera, Burgos terminând pe 9, iar Balint fiind vedeta echipei, întâlnindu-se în meciuri directe cu prietenul său, Hagi, de la Real Madrid. 
Sezonul 1992-1993 este început în nota obișnuită, cu 17 meciuri și 6 goluri, pentru Real Burgos, jucând, printre alții, și împotriva lui Lăcătuș, care evolua la Oviedo, sau împotriva lui Mateuț, de la Zaragoza. 
O accidentarea foarte gravă îl va scoate definitiv din viața de fotbalist, forțându-l să pună ghetele în cui la 30 de ani neîmpliniți. Cu siguranță, Balint ar mai fi jucat cel puțin 2-3 sezoane în Spania, media sa de goluri recomandându-l către o carieră lungă, asigurată de calitatea vieții sportive și a capacității fizice deosebite.

## Cariera internațională
Gabi Balint a adunat 34 de selecții la Echipa națională de fotbal a României, și a marcat 14 goluri. El a reprezentat naționala la Campionatul Mondial de Fotbal 1990 unde a marcat de două ori, contra Camerunului și contra Argentinei.

### Goluri internaționale
| Gabi Balint – Goluri internaționale | Gabi Balint – Goluri internaționale | Gabi Balint – Goluri internaționale        | Gabi Balint – Goluri internaționale | Gabi Balint – Goluri internaționale | Gabi Balint – Goluri internaționale | Gabi Balint – Goluri internaționale |
| #                                   | Data                                | Stadion                                    | Oponent                             | Scor                                | Rezultat                            | Competiția                          |
| ----------------------------------- | ----------------------------------- | ------------------------------------------ | ----------------------------------- | ----------------------------------- | ----------------------------------- | ----------------------------------- |
| 1                                   | 29 July 1984                        | Stadionul Emil Alexandrescu, Iași, România | China                               | 4–0                                 | 4–2                                 | Meci amical                         |
| 2                                   | 31 July 1984                        | Stadionul Gloria, Buzău, România           | China                               | 1–0                                 | 1–0                                 | Meci amical                         |
| 3                                   | 15 November 1989                    | Stadionul Steaua, București, România       | Danemarca                           | 1–1                                 | 3–1                                 | Calificările CMF 1990               |
| 4                                   | 15 November 1989                    | Stadionul Steaua, București, România       | Danemarca                           | 3–1                                 | 3–1                                 | Calificările CMF 1990               |
| 5                                   | 28 March 1990                       | Cairo International Stadium, Egipt         | Egipt                               | 2–0                                 | 3–1                                 | Meci amical                         |
| 6                                   | 28 March 1990                       | Cairo International Stadium, Egipt         | Egipt                               | 3–1                                 | 3–1                                 | Meci amical                         |
| 7                                   | 25 April 1990                       | Kiryat Eliezer Stadium, Haifa, Israel      | Israel                              | 4–1                                 | 4–1                                 | Meci amical                         |
| 8                                   | 14 June 1990                        | Stadio San Nicola, Bari, Italia            | Camerun                             | 1–2                                 | 1–2                                 | Campionatul Mondial de Fotbal 1990  |
| 9                                   | 18 June 1990                        | Stadio San Paolo, Napoli, Italia           | Argentina                           | 1–1                                 | 1–1                                 | Campionatul Mondial de Fotbal 1990  |
| 10                                  | 17 April 1991                       | Estadio Príncipe Felipe, Cáceres, Spania   | Spania                              | 2–0                                 | 2–0                                 | Meci amical                         |
| 11                                  | 6 May 1992                          | Stadionul Steaua, București, România       | Insulele Feroe                      | 1–0                                 | 7–0                                 | Calificările CMF 1994               |
| 12                                  | 6 May 1992                          | Stadionul Steaua, București, România       | Insulele Feroe                      | 4–0                                 | 7–0                                 | Calificările CMF 1994               |
| 13                                  | 6 May 1992                          | Stadionul Steaua, București, România       | Insulele Feroe                      | 7–0                                 | 7–0                                 | Calificările CMF 1994               |
| 14                                  | 20 May 1992                         | Stadionul Steaua, București, România       | Țara Galilor                        | 4–0                                 | 5–1                                 | Calificările CMF 1994               |

## Statistici carieră
- Divizia A: 264 de meciuri, 70 goluri
- La Liga: 83 de meciuri, 28 goluri
- Cupa Campionilor Europeni: 30 de meciuri, 6 goluri
- Cupa Cupelor UEFA: 2 meciuri, 0 goluri
- Echipa națională de fotbal a României: 34 de selecții, 14 goluri

## Cariera de antrenor
Gabi Balint și-a început cariera de antrenor în 1994, la vârsta de 31 de ani, când a fost numit secundul lui Anghel Iordănescu la naționala României. Patru ani mai târziu el preia echipa Sportul Studențesc ca antrenor principal, dar în mai 2000 el este chemat din nou în staff-ul naționalei, care se pregătea pentru Euro 2000.
În vara lui 2000, Gabi Balint a devenit secundul lui Mircea Lucescu la Galatasaray, totuși, el a părăsit echipa după doar un sezon, pentru a se alătura din nou la naționala României ca antrenor secund, de această dată sub mandatul lui Gheorghe Hagi.
După demisia lui Hagi, Balint a plecat la Sheriff Tiraspol, unde a fost numit în calitate de antrenor principal în anul 2002. Cu Sheriff el a câștigat campionatul Moldovei, Divizia Națională.
În 2003, s-a reîntors în România și a semnat cu Sportul Studențesc, care juca în Liga a II-a, și a condus echipa spre promovare în Liga I.
În 2004 Balint s-a reîntors ca antrenor secund la Galatasaray, în stafful lui Gheorghe Hagi.
În 2005, el a devenit antrenor secund la FCU Politehnica Timișoara, colaborând din nou cu Hagi. La demisia lui Hagi a plecat și Balint. Doi ani mai târziu, însă, Balint se reîntoarce la FC Timișoara ca antrenor principal.
În 2010, el devine selecționerul naționalei Moldovei, dar, după campania de calificări pentru Euro 2012, contractul său a expirat și nu a mai fost prelungit. După asta Balint s-a implicat în televiziune, semnând un contract cu Digi Sport.
În aprilie 2013, Balint a revenit la antrenorat, semnând un contract cu FC Vaslui pe un an și jumătate. Dar, după ce conducerea Vasluiului a demis fără știrea sa un antrenor din stafful său, peste doar câteva luni Balint a demisionat împreună cu întregul staff. În primăvara lui 2014 a fost antrenor principal la echipa Universitatea Craiova, cu care a promovat din Liga a II-a în Liga I.

### Statistici antrenorat
| Echipa                | Țara              | Început    | Sfârșit    | Rezultate | Rezultate | Rezultate | Rezultate | Rezultate | Rezultate | Rezultate  |
| Echipa                | Țara              | Început    | Sfârșit    | M         | V         | E         | Î         | GM        | GP        | Victorii % |
| --------------------- | ----------------- | ---------- | ---------- | --------- | --------- | --------- | --------- | --------- | --------- | ---------- |
| Sheriff Tiraspol      | Republica Moldova | 01.06.2002 | 03.06.2004 | 28        | 20        | 5         | 3         | 50        | 16        | 71,43      |
| Sportul Studențesc    | România           | 23.12.2003 | 01.06.2004 | 13        | 9         | 2         | 2         | 39        | 12        | 69,23      |
| FC Timișoara          | România           | 29.12.2008 | 01.06.2009 | 15        | 10        | 2         | 3         | 26        | 15        | 66,67      |
| Moldova               | Republica Moldova | 20.01.2010 | 19.12.2011 | 15        | 4         | 1         | 10        | 11        | 22        | 26,67      |
| FC Vaslui             | România           | 09.04.2013 | 16.05.2013 | 9         | 5         | 3         | 1         | 15        | 8         | 55,56      |
| Universitatea Craiova | România           | 17.03.2014 | 10.06.2014 | 15        | 11        | 2         | 2         | 73,33     |           |            |
| Total                 | Total             | Total      | Total      | 89        | 55        | 15        | 19        | 159       | 74        | 61,8       |

## Palmares

### Jucător
- Steaua București
  - Divizia A:
    - Campion: 1984–85, 1985–86, 1986–87, 1987–88, 1988–89

  - Cupa României:
    - Câștigător: 1984–85, 1986–87, 1987–88, 1988–89

  - Cupa Campionilor Europeni:
    - Câștigător: 1985–86
    - Finalist: 1988–89

  - Supercupa Europei:
    - Câștigător: 1986

  - Cupa Intercontinentală:
    - Finalist: 1986
- România U-20
  - Locul 3: Campionatul Mondial de Fotbal pentru Tineret (Australia, 1981)
- Golgheter al campionatului României, în sezonul 1989-1990.

În martie 2008 a fost decorat cu Ordinul „Meritul Sportiv” Clasa a II-a.